# Campeonato da Liga de Snooker de 2020 – Evento 2
O Championship League de 2020 (oficialmente: BetVictor Championship League Snooker 2020) foi um torneio profissional do ranking mundial de snooker da temporada de 2020–21. O evento aconteceu de 13 a 30 de outubro de 2020 no salão de dança do Stadium MK em Milton Keynes, na Inglaterra. O torneio se tornou um evento pontuável para o ranking pela primeira vez, com três fases de grupos antes da final.
Kyren Wilson venceu o torneio com uma vitória por 3–1 na final contra Judd Trump. Este foi o quarto título de Wilson em torneios do ranking. É o primeiro título do ranking que Wilson ganhou no Reino Unido, tendo anteriormente conquistado o Shanghai Masters de 2015, o Paul Hunter Classic de 2018 e o Masters da Alemanha de 2019. Ryan Day fez seu segundo break máximo na carreira no frame final da partida de abertura do torneio contra Rod Lawler. John Higgins fez o seu 11º break máximo na carreira no frame final do jogo contra Kyren Wilson e o 159º break de 147 pontos oficial da história do snooker.

## Regulamento
- Fase 1: 128 jogadores divididos por 32 grupos. Cada grupo com 4 jogadores. Duas mesas (um jogo emitido na tv e outro on-line) de dois grupos jogam diariamente. O jogador que termine no topo do grupo avança para a segunda fase. Todos os jogos são disputados no melhor de 4 frames.[3][7][8]
- Fase 2: 32 jogadores vencedores dos grupos da Fase 1 divididos novamente em outros oito grupos. Cada grupo com 4 jogadores. Duas mesas (um jogo emitido na tv e outro on-line) de dois grupos jogam diariamente. O jogador que termine no topo do grupo avança para a terceira e última fase. Todos os jogos são disputados no melhor de 4 frames.[3][7][8]
- Fase 3 (Finais): 8 vencedores dos grupos da Fase 2 divididos em dois grupos finais. Cada grupo com 4 jogadores. Duas mesas (um jogo emitido na tv e outro on-line) dos dois grupos jogam diariamente. Os jogos dos dois grupos são disputados no melhor de 4 frames. Por fim, os líderes de cada grupo disputama a final no melhor de 5 frames em mesa única, para determinar o campeão da Championship League.[3][7][8]

## Premiação
A premiação total do evento foi de 328 mil libras esterlinas, sendo 33 mil libras esterlinas o valor do cheque atribuído ao vencedor. A distribuição dos prêmios para esta edição foi a seguinte:
| Fase 1 - 1º lugar do grupo: £ 3 000 - 2º lugar do grupo: £ 2 000 - 3º lugar do grupo: £ 1 000 - 4º lugar do grupo: £ 0 | Fase 2 - 1º lugar do grupo: £ 4 000 - 2º lugar do grupo: £ 3 000 - 3º lugar do grupo: £ 2 000 - 4º lugar do grupo: £ 1 000 | Fase 3 - 1º lugar do grupo: £ 6 000 - 2º lugar do grupo: £ 4 000 - 3º lugar do grupo: £ 2 000 - 4º lugar do grupo: £ 1 000 | Final - Campeão: £ 20 000 - Vice-campeão: £ 10 000 |

- Total da premiação: £ 328 000

## Jogos

### Fase 1
A Fase 1 foi dividida em 32 grupos, cada um composto por quatro jogadores.

#### Grupo 1
O Grupo 1 foi disputado em 13 de setembro de 2020.
| Pos. | Jogador            | P | V | E | D | FV | FP | SF | MB | Pts |
| ---- | ------------------ | - | - | - | - | -- | -- | -- | -- | --- |
| 1    | Judd Trump (ENG)   | 3 | 2 | 1 | 0 | 8  | 3  | +5 | 86 | 7   |
| 2    | Fan Zhengyi (CHN)  | 3 | 1 | 1 | 1 | 6  | 5  | +1 | 73 | 4   |
| 3    | David Lilley (ENG) | 3 | 1 | 0 | 2 | 3  | 7  | −4 | 61 | 3   |
| 4    | Alan McManus (SCO) | 3 | 0 | 2 | 1 | 5  | 7  | −2 | 68 | 2   |

| Judd Trump   | 3 – 1 | Fan Zhengyi  |
| Alan McManus | 1 – 3 | David Lilley |
| Alan McManus | 2 – 2 | Fan Zhengyi  |
| Judd Trump   | 3 – 0 | David Lilley |
| David Lilley | 0 – 3 | Fan Zhengyi  |
| Judd Trump   | 2 – 2 | Alan McManus |

#### Grupo 2
O Grupo 2 foi disputado em 13 de setembro de 2020.
| Pos. | Jogador               | P | V | E | D | FV | FP | SF | MB  | Pts |
| ---- | --------------------- | - | - | - | - | -- | -- | -- | --- | --- |
| 1    | Ryan Day (WAL)        | 3 | 2 | 0 | 1 | 7  | 4  | +3 | 147 | 6   |
| 2    | Matthew Stevens (WAL) | 3 | 1 | 2 | 0 | 7  | 5  | +2 | 140 | 5   |
| 3    | Rod Lawler (ENG)      | 3 | 1 | 1 | 1 | 6  | 5  | +1 | 90  | 4   |
| 4    | Paul Davison (ENG)    | 3 | 0 | 1 | 2 | 2  | 8  | −6 | 31  | 1   |

| Ryan Day        | 3 – 1 | Rod Lawler   |
| Matthew Stevens | 2 – 2 | Paul Davison |
| Matthew Stevens | 2 – 2 | Rod Lawler   |
| Ryan Day        | 3 – 0 | Paul Davison |
| Matthew Stevens | 3 – 1 | Ryan Day     |
| Rod Lawler      | 3 – 0 | Paul Davison |

#### Grupo 3
O Grupo 3 foi disputado em 14 de setembro de 2020.
| Pos. | Jogador              | P | V | E | D | FV | FP | SF | MB  | Pts |
| ---- | -------------------- | - | - | - | - | -- | -- | -- | --- | --- |
| 1    | Robert Milkins (ENG) | 3 | 2 | 0 | 1 | 6  | 3  | +3 | 63  | 6   |
| 2    | Jamie Jones (WAL)    | 3 | 2 | 0 | 1 | 6  | 4  | +2 | 103 | 6   |
| 3    | Gary Wilson (ENG)    | 3 | 1 | 1 | 1 | 5  | 5  | 0  | 62  | 4   |
| 4    | Chen Zifan (CHN)     | 3 | 0 | 1 | 2 | 3  | 8  | −5 | 85  | 1   |

| Robert Milkins | 3 – 0 | Chen Zifan     |
| Gary Wilson    | 3 – 0 | Jamie Jones    |
| Gary Wilson    | 2 – 2 | Chen Zifan     |
| Robert Milkins | 0 – 3 | Jamie Jones    |
| Gary Wilson    | 0 – 3 | Robert Milkins |
| Chen Zifan     | 1 – 3 | Jamie Jones    |

#### Grupo 4
O Grupo 4 foi disputado em 14 de setembro de 2020.
| Pos. | Jogador             | P | V | E | D | FV | FP | SF | MB  | Pts |
| ---- | ------------------- | - | - | - | - | -- | -- | -- | --- | --- |
| 1    | Barry Hawkins (ENG) | 3 | 2 | 0 | 1 | 6  | 4  | +2 | 145 | 6   |
| 2    | Sam Craigie (ENG)   | 3 | 1 | 2 | 0 | 7  | 4  | +3 | 89  | 5   |
| 3    | Jackson Page (WAL)  | 3 | 0 | 2 | 1 | 5  | 7  | −2 | 63  | 2   |
| 4    | Ben Hancorn (ENG)   | 3 | 0 | 2 | 1 | 4  | 7  | −3 | 80  | 2   |

| Barry Hawkins | 3 – 0 | Ben Hancorn  |
| Sam Craigie   | 2 – 2 | Jackson Page |
| Sam Craigie   | 2 – 2 | Ben Hancorn  |
| Barry Hawkins | 3 – 1 | Jackson Page |
| Jackson Page  | 2 – 2 | Ben Hancorn  |
| Barry Hawkins | 0 – 3 | Sam Craigie  |

#### Grupo 5
O Grupo 5 foi disputado em 15 de setembro de 2020.
| Pos. | Jogador               | P | V | E | D | FV | FP | SF | MB | Pts |
| ---- | --------------------- | - | - | - | - | -- | -- | -- | -- | --- |
| 1    | Dominic Dale (WAL)    | 3 | 2 | 1 | 0 | 8  | 3  | +5 | 81 | 7   |
| 2    | Leo Fernandez (IRL)   | 3 | 2 | 0 | 1 | 7  | 5  | +2 | 62 | 6   |
| 3    | Stephen Maguire (SCO) | 3 | 0 | 2 | 1 | 5  | 7  | −2 | 96 | 2   |
| 4    | Louis Heathcote (ENG) | 3 | 0 | 1 | 2 | 3  | 8  | −5 | 70 | 1   |

| Stephen Maguire | 1 – 3 | Leo Fernandez   |
| Louis Heathcote | 0 – 3 | Dominic Dale    |
| Louis Heathcote | 1 – 3 | Leo Fernandez   |
| Stephen Maguire | 2 – 2 | Dominic Dale    |
| Dominic Dale    | 3 – 1 | Leo Fernandez   |
| Stephen Maguire | 2 – 2 | Louis Heathcote |

#### Grupo 6
O Grupo 6 foi disputado em 15 de setembro de 2020.
| Pos. | Jogador             | P | V | E | D | FV | FP | SF | MB  | Pts |
| ---- | ------------------- | - | - | - | - | -- | -- | -- | --- | --- |
| 1    | Zhou Yuelong (CHN)  | 3 | 1 | 2 | 0 | 7  | 4  | +3 | 109 | 5   |
| 2    | Zhao Jianbo (CHN)   | 3 | 1 | 2 | 0 | 7  | 5  | +2 | 54  | 5   |
| 3    | Ricky Walden (ENG)  | 3 | 1 | 1 | 1 | 6  | 6  | 0  | 75  | 4   |
| 4    | Gerard Greene (NIR) | 3 | 0 | 1 | 2 | 3  | 8  | −5 | 132 | 1   |

| Ricky Walden  | 3 – 1 | Gerard Greene |
| Zhou Yuelong  | 2 – 2 | Zhao Jianbo   |
| Zhou Yuelong  | 3 – 0 | Gerard Greene |
| Ricky Walden  | 1 – 3 | Zhao Jianbo   |
| Zhou Yuelong  | 2 – 2 | Ricky Walden  |
| Gerard Greene | 2 – 2 | Zhao Jianbo   |

#### Grupo 7
O Grupo 7 foi disputado em 16 de setembro de 2020.
| Pos. | Jogador              | P | V | E | D | FV | FP | SF | MB  | Pts |
| ---- | -------------------- | - | - | - | - | -- | -- | -- | --- | --- |
| 1    | Matthew Selt (ENG)   | 3 | 2 | 1 | 0 | 8  | 4  | +4 | 71  | 7   |
| 2    | Si Jiahui (CHN)      | 3 | 1 | 1 | 1 | 6  | 5  | +1 | 60  | 4   |
| 3    | Gao Yang (CHN)       | 3 | 0 | 2 | 1 | 5  | 7  | −2 | 114 | 2   |
| 4    | Ben Woollaston (ENG) | 3 | 0 | 2 | 1 | 4  | 7  | −3 | 66  | 2   |

| Ben Woollaston | 0 – 3 | Si Jiahui      |
| Matthew Selt   | 3 – 1 | Gao Yang       |
| Matthew Selt   | 3 – 1 | Si Jiahui      |
| Ben Woollaston | 2 – 2 | Gao Yang       |
| Matthew Selt   | 2 – 2 | Ben Woollaston |
| Si Jiahui      | 2 – 2 | Gao Yang       |

#### Grupo 8
O Grupo 8 foi disputado em 16 de setembro de 2020.
| Pos. | Jogador                | P | V | E | D | FV | FP | SF | MB  | Pts |
| ---- | ---------------------- | - | - | - | - | -- | -- | -- | --- | --- |
| 1    | Shaun Murphy (ENG)     | 3 | 3 | 0 | 0 | 9  | 1  | +8 | 111 | 9   |
| 2    | Martin O'Donnell (ENG) | 3 | 2 | 0 | 1 | 7  | 4  | +3 | 128 | 6   |
| 3    | Jimmy White (ENG)      | 3 | 0 | 1 | 2 | 3  | 8  | −5 | 69  | 1   |
| 4    | Peter Devlin (ENG)     | 3 | 0 | 1 | 2 | 2  | 8  | −6 | 81  | 1   |

| Shaun Murphy     | 3 – 0 | Peter Devlin     |
| Martin O'Donnell | 3 – 1 | Jimmy White      |
| Martin O'Donnell | 3 – 0 | Peter Devlin     |
| Shaun Murphy     | 3 – 0 | Jimmy White      |
| Jimmy White      | 2 – 2 | Peter Devlin     |
| Shaun Murphy     | 3 – 1 | Martin O'Donnell |

#### Grupo 9
O Grupo 9 foi disputado em 29 de setembro de 2020.
| Pos. | Jogador                | P | V | E | D | FV | FP | SF | MB  | Pts |
| ---- | ---------------------- | - | - | - | - | -- | -- | -- | --- | --- |
| 1    | Luo Honghao (CHN)      | 3 | 2 | 1 | 0 | 8  | 3  | +5 | 128 | 7   |
| 2    | Mark Allen (NIR)       | 3 | 1 | 2 | 0 | 7  | 4  | +3 | 106 | 5   |
| 3    | Jamie Wilson (ENG)     | 3 | 0 | 2 | 1 | 4  | 7  | −3 | 48  | 2   |
| 4    | Billy Joe Castle (ENG) | 3 | 0 | 1 | 2 | 3  | 8  | −5 | 74  | 1   |

| Mark Allen       | 2 – 2 | Jamie Wilson     |
| Luo Honghao      | 3 – 1 | Billy Joe Castle |
| Luo Honghao      | 3 – 0 | Jamie Wilson     |
| Mark Alllen      | 3 – 0 | Billy Joe Castle |
| Billy Joe Castle | 2 – 2 | Jamie Wilson     |
| Mark Allen       | 2 – 2 | Luo Honghao      |

#### Grupo 10
O Grupo 10 foi disputado em 17 de setembro de 2020.
| Pos. | Jogador              | P | V | E | D | FV | FP | SF | MB | Pts |
| ---- | -------------------- | - | - | - | - | -- | -- | -- | -- | --- |
| 1    | Zhao Xintong (CHN)   | 3 | 2 | 0 | 1 | 6  | 4  | +2 | 65 | 6   |
| 2    | Liam Highfield (ENG) | 3 | 1 | 2 | 0 | 7  | 4  | +3 | 80 | 5   |
| 3    | Nigel Bond (ENG)     | 3 | 0 | 2 | 1 | 5  | 7  | −2 | 70 | 2   |
| 4    | Oliver Brown (ENG)   | 3 | 0 | 2 | 1 | 4  | 7  | −3 | 79 | 2   |

| Liam Highfield | 2 – 2 | Nigel Bond     |
| Zhao Xintong   | 3 – 0 | Oliver Brown   |
| Zhao Xintong   | 3 – 1 | Nigel Bond     |
| Liam Highfield | 2 – 2 | Oliver Brown   |
| Zhao Xintong   | 0 – 3 | Liam Highfield |
| Nigel Bond     | 2 – 2 | Oliver Brown   |

#### Grupo 11
O Grupo 11 foi disputado em 28 de setembro de 2020.
| Pos. | Jogador                     | P | V | E | D | FV | FP | SF | MB | Pts |
| ---- | --------------------------- | - | - | - | - | -- | -- | -- | -- | --- |
| 1    | Alexander Ursenbacher (SUI) | 3 | 2 | 1 | 0 | 8  | 3  | +5 | 80 | 7   |
| 2    | Riley Parsons (ENG)         | 3 | 1 | 1 | 1 | 6  | 5  | +1 | 88 | 4   |
| 3    | Lukas Kleckers (GER)        | 3 | 0 | 2 | 1 | 4  | 7  | −3 | 65 | 2   |
| 4    | Anthony McGill (SCO)        | 3 | 0 | 2 | 1 | 4  | 7  | −3 | 29 | 2   |

| Alexander Ursenbacher | 3 – 1 | Riley Parsons  |
| Anthony McGill        | 2 – 2 | Lukas Kleckers |
| Anthony McGill        | 0 – 3 | Riley Parsons  |
| Alexander Ursenbacher | 3 – 0 | Lukas Kleckers |
| Alexander Ursenbacher | 2 – 2 | Anthony McGill |
| Riley Parsons         | 2 – 2 | Lukas Kleckers |

#### Grupo 12
O Grupo 12 foi disputado em 18 de setembro de 2020.
| Pos. | Jogador              | P | V | E | D | FV | FP | SF | MB  | Pts |
| ---- | -------------------- | - | - | - | - | -- | -- | -- | --- | --- |
| 1    | Stuart Bingham (ENG) | 3 | 3 | 0 | 0 | 9  | 0  | +9 | 127 | 9   |
| 2    | James Cahill (ENG)   | 3 | 2 | 0 | 1 | 6  | 5  | +1 | 96  | 6   |
| 3    | Yuan Sijun (CHN)     | 3 | 1 | 0 | 2 | 4  | 7  | −3 | 78  | 3   |
| 4    | Pang Junxu (CHN)     | 3 | 0 | 0 | 3 | 2  | 9  | −7 | 53  | 0   |

| Stuart Bingham | 3 – 0 | Pang Junxu   |
| Yuan Sijun     | 1 – 3 | James Cahill |
| Yuan Sijun     | 3 – 1 | Pang Junxu   |
| Stuart Bingham | 3 – 0 | James Cahill |
| James Cahill   | 3 – 1 | Pang Junxu   |
| Stuart Bingham | 3 – 0 | Yuan Sijun   |

#### Grupo 13
O Grupo 13 foi disputado em 19 de setembro de 2020.
| Pos. | Jogador              | P | V | E | D | FV | FP | SF | MB  | Pts |
| ---- | -------------------- | - | - | - | - | -- | -- | -- | --- | --- |
| 1    | Rory McLeod (JAM)    | 3 | 2 | 1 | 0 | 8  | 2  | +6 | 54  | 7   |
| 2    | Ian Burns (ENG)      | 3 | 1 | 2 | 0 | 7  | 4  | +3 | 114 | 5   |
| 3    | Jack Lisowski (ENG)  | 3 | 1 | 1 | 1 | 5  | 6  | −1 | 139 | 4   |
| 4    | Fraser Patrick (SCO) | 3 | 0 | 0 | 3 | 1  | 9  | −8 | 36  | 0   |

| Ian Burns      | 3 – 0 | Fraser Patrick |
| Jack Lisowski  | 0 – 3 | Rory McLeod    |
| Jack Lisowski  | 3 – 1 | Fraser Patrick |
| Ian Burns      | 2 – 2 | Rory McLeod    |
| Jack Lisowski  | 2 – 2 | Ian Burns      |
| Fraser Patrick | 0 – 3 | Rory McLeod    |

#### Grupo 14
O Grupo 14 foi disputado em 19 de setembro de 2020.
| Pos. | Jogador             | P | V | E | D | FV | FP | SF | MB  | Pts |
| ---- | ------------------- | - | - | - | - | -- | -- | -- | --- | --- |
| 1    | Graeme Dott (SCO)   | 3 | 2 | 1 | 0 | 8  | 4  | +4 | 103 | 7   |
| 2    | Liang Wenbo (CHN)   | 3 | 2 | 0 | 1 | 7  | 4  | +3 | 105 | 6   |
| 3    | Zak Surety (ENG)    | 3 | 1 | 1 | 1 | 5  | 6  | −1 | 83  | 4   |
| 4    | Soheil Vahedi (IRN) | 3 | 0 | 0 | 3 | 3  | 9  | −6 | 68  | 0   |

| Graeme Dott   | 2 – 2 | Zak Surety    |
| Liang Wenbo   | 3 – 1 | Soheil Vahedi |
| Liang Wenbo   | 3 – 0 | Zak Surety    |
| Graeme Dott   | 3 – 1 | Soheil Vahedi |
| Soheil Vahedi | 1 – 3 | Zak Surety    |
| Graeme Dott   | 3 – 1 | Liang Wenbo   |

#### Grupo 15
O Grupo 15 foi disputado em 20 de setembro de 2020.
| Pos. | Jogador                | P | V | E | D | FV | FP | SF | MB  | Pts |
| ---- | ---------------------- | - | - | - | - | -- | -- | -- | --- | --- |
| 1    | Jamie O'Neill (ENG)    | 3 | 2 | 0 | 1 | 6  | 4  | +2 | 63  | 6   |
| 2    | Sean Maddocks (ENG)    | 3 | 1 | 1 | 1 | 6  | 5  | +1 | 56  | 4   |
| 3    | Daniel Womersley (ENG) | 3 | 1 | 1 | 1 | 5  | 6  | −1 | 87  | 4   |
| 4    | Michael Holt (ENG)     | 3 | 1 | 0 | 2 | 4  | 6  | −2 | 100 | 3   |

| Daniel Womersley | 0 – 3 | Jamie O'Neill    |
| Michael Holt     | 0 – 3 | Sean Maddocks    |
| Michael Holt     | 3 – 0 | Jamie O'Neill    |
| Daniel Womersley | 2 – 2 | Sean Maddocks    |
| Michael Holt     | 1 – 3 | Daniel Womersley |
| Jamie O'Neill    | 3 – 1 | Sean Maddocks    |

Anthony Hamilton originalmente deveria participar deste grupo, mas se retirou e foi substituído por Daniel Womersley.

#### Grupo 16
O Grupo 16 foi disputado em 20 de setembro de 2020.
| Pos. | Jogador                | P | V | E | D | FV | FP | SF | MB  | Pts |
| ---- | ---------------------- | - | - | - | - | -- | -- | -- | --- | --- |
| 1    | Mark Selby (ENG)       | 3 | 2 | 1 | 0 | 8  | 4  | +4 | 81  | 7   |
| 2    | Lyu Haotian (CHN)      | 3 | 1 | 2 | 0 | 7  | 4  | +3 | 102 | 5   |
| 3    | Brandon Sargeant (ENG) | 3 | 0 | 2 | 1 | 5  | 7  | −2 | 121 | 2   |
| 4    | Fergal O'Brien (IRL)   | 3 | 0 | 1 | 2 | 3  | 8  | −5 | 33  | 1   |

| Mark Selby       | 3 – 1 | Fergal O'Brien   |
| Lyu Haotian      | 2 – 2 | Brandon Sargeant |
| Lyu Haotian      | 3 – 0 | Fergal O'Brien   |
| Mark Selby       | 3 – 1 | Brandon Sargeant |
| Brandon Sargeant | 2 – 2 | Fergal O'Brien   |
| Mark Selby       | 2 – 2 | Lyu Haotian      |

#### Grupo 17
O Grupo 17 foi disputado em 28 de setembro de 2020.
| Pos. | Jogador                | P | V | E | D | FV | FP | SF | MB  | Pts |
| ---- | ---------------------- | - | - | - | - | -- | -- | -- | --- | --- |
| 1    | Ken Doherty (IRL)      | 3 | 2 | 1 | 0 | 8  | 3  | +5 | 109 | 7   |
| 2    | Neil Robertson (AUS)   | 3 | 1 | 1 | 1 | 6  | 5  | +1 | 125 | 4   |
| 3    | Andrew Higginson (ENG) | 3 | 1 | 0 | 2 | 3  | 7  | −4 | 96  | 3   |
| 4    | Eden Sharav (ISR)      | 3 | 0 | 2 | 1 | 5  | 7  | −2 | 78  | 2   |

| Neil Robertson   | 1 – 3 | Ken Doherty      |
| Andrew Higginson | 3 – 1 | Eden Sharav      |
| Andrew Higginson | 0 – 3 | Ken Doherty      |
| Neil Robertson   | 2 – 2 | Eden Sharav      |
| Eden Sharav      | 2 – 2 | Ken Doherty      |
| Neil Robertson   | 3 – 0 | Andrew Higginson |

#### Grupo 18
O Grupo 18 foi disputado em 18 de setembro de 2020.
| Pos. | Jogador              | P | V | E | D | FV | FP | SF | MB  | Pts |
| ---- | -------------------- | - | - | - | - | -- | -- | -- | --- | --- |
| 1    | Xiao Guodong (CHN)   | 3 | 2 | 1 | 0 | 8  | 3  | +5 | 105 | 7   |
| 2    | Hossein Vafaei (IRN) | 3 | 2 | 0 | 1 | 6  | 5  | +1 | 125 | 6   |
| 3    | Farakh Ajaib (ENG)   | 3 | 1 | 0 | 2 | 5  | 6  | −1 | 55  | 3   |
| 4    | Jak Jones (WAL)      | 3 | 0 | 1 | 2 | 3  | 8  | −5 | 84  | 1   |

| Hossein Vafaei | 3 – 1 | Jak Jones      |
| Xiao Guodong   | 3 – 1 | Farakh Ajaib   |
| Xiao Guodong   | 2 – 2 | Jak Jones      |
| Hossein Vafaei | 3 – 1 | Farakh Ajaib   |
| Xiao Guodong   | 3 – 0 | Hossein Vafaei |
| Jak Jones      | 0 – 3 | Farakh Ajaib   |

#### Grupo 19
O Grupo 19 foi disputado em 29 de setembro de 2020.
| Pos. | Jogador                  | P | V | E | D | FV | FP | SF | MB | Pts |
| ---- | ------------------------ | - | - | - | - | -- | -- | -- | -- | --- |
| 1    | Thepchaiya Un-Nooh (THA) | 3 | 2 | 1 | 0 | 8  | 4  | +4 | 57 | 7   |
| 2    | Sunny Akani (THA)        | 3 | 2 | 0 | 1 | 7  | 4  | +3 | 76 | 6   |
| 3    | Peter Lines (ENG)        | 3 | 0 | 2 | 1 | 5  | 7  | −2 | 51 | 2   |
| 4    | Lee Walker (WAL)         | 3 | 0 | 1 | 2 | 3  | 8  | −5 | 72 | 1   |

| Sunny Akani        | 3 – 1 | Peter Lines |
| Thepchaiya Un-Nooh | 3 – 1 | Lee Walker  |
| Thepchaiya Un-Nooh | 2 – 2 | Peter Lines |
| Sunny Akani        | 3 – 0 | Lee Walker  |
| Thepchaiya Un-Nooh | 3 – 1 | Sunny Akani |
| Peter Lines        | 2 – 2 | Lee Walker  |

#### Grupo 20
O Grupo 20 foi disputado em 4 de outubro de 2020.
| Pos. | Jogador                 | P | V | E | D | FV | FP | SF | MB  | Pts |
| ---- | ----------------------- | - | - | - | - | -- | -- | -- | --- | --- |
| 1    | Jordan Brown (NIR)      | 3 | 2 | 1 | 0 | 8  | 3  | +5 | 56  | 7   |
| 2    | Yan Bingtao (CHN)       | 3 | 1 | 2 | 0 | 7  | 4  | +3 | 98  | 5   |
| 3    | Michael White (WAL)     | 3 | 1 | 0 | 2 | 4  | 6  | −2 | 130 | 3   |
| 4    | Stuart Carrington (ENG) | 3 | 0 | 1 | 2 | 2  | 8  | −6 | 64  | 1   |

| Stuart Carrington | 0 – 3 | Jordan Brown      |
| Yan Bingtao       | 3 – 0 | Michael White     |
| Yan Bingtao       | 2 – 2 | Jordan Brown      |
| Stuart Carrington | 0 – 3 | Michael White     |
| Yan Bingtao       | 2 – 2 | Stuart Carrington |
| Jordan Brown      | 3 – 1 | Michael White     |

#### Grupo 21
O Grupo 21 foi disputado em 17 de setembro de 2020.
| Pos. | Jogador             | P | V | E | D | FV | FP | SF | MB  | Pts |
| ---- | ------------------- | - | - | - | - | -- | -- | -- | --- | --- |
| 1    | David Gilbert (ENG) | 3 | 1 | 2 | 0 | 7  | 5  | +2 | 98  | 5   |
| 2    | Lu Ning (CHN)       | 3 | 1 | 2 | 0 | 7  | 5  | +2 | 70  | 5   |
| 3    | Aaron Hill (IRL)    | 3 | 1 | 0 | 2 | 5  | 7  | −2 | 58  | 3   |
| 4    | Xu Si (CHN)         | 3 | 0 | 2 | 1 | 5  | 7  | −2 | 121 | 2   |

| David Gilbert | 3 – 1 | Aaron Hill |
| Lu Ning       | 2 – 2 | Xu Si      |
| Lu Ning       | 3 – 1 | Aaron Hill |
| David Gilbert | 2 – 2 | Xu Si      |
| Xu Si         | 1 – 3 | Aaron Hill |
| David Gilbert | 2 – 2 | Lu Ning    |

#### Grupo 22
O Grupo 22 foi disputado em 30 de setembro de 2020.
| Pos. | Jogador               | P | V | E | D | FV | FP | SF | MB  | Pts |
| ---- | --------------------- | - | - | - | - | -- | -- | -- | --- | --- |
| 1    | Scott Donaldson (SCO) | 3 | 2 | 1 | 0 | 8  | 3  | +5 | 107 | 7   |
| 2    | Chris Wakelin (ENG)   | 3 | 1 | 2 | 0 | 7  | 4  | +3 | 76  | 5   |
| 3    | Ashley Carty (ENG)    | 3 | 0 | 2 | 1 | 4  | 7  | −3 | 64  | 2   |
| 4    | Barry Pinches (ENG)   | 3 | 0 | 1 | 2 | 3  | 8  | −5 | 69  | 1   |

| Scott Donaldson | 3 – 0 | Ashley Carty  |
| Chris Wakelin   | 3 – 0 | Barry Pinches |
| Chris Wakelin   | 2 – 2 | Ashley Carty  |
| Scott Donaldson | 3 – 1 | Barry Pinches |
| Barry Pinches   | 2 – 2 | Ashley Carty  |
| Scott Donaldson | 2 – 2 | Chris Wakelin |

#### Grupo 23
O Grupo 23 foi disputado em 30 de setembro de 2020.
| Pos. | Jogador               | P | V | E | D | FV | FP | SF | MB  | Pts |
| ---- | --------------------- | - | - | - | - | -- | -- | -- | --- | --- |
| 1    | Mark King (ENG)       | 3 | 2 | 1 | 0 | 8  | 4  | +4 | 76  | 7   |
| 2    | David Grace (ENG)     | 3 | 1 | 1 | 1 | 6  | 6  | 0  | 116 | 4   |
| 3    | Jimmy Robertson (ENG) | 3 | 1 | 0 | 2 | 5  | 7  | −2 | 80  | 3   |
| 4    | Allan Taylor (ENG)    | 3 | 1 | 0 | 2 | 5  | 7  | −2 | 94  | 3   |

| Mark King       | 2 – 2 | David Grace  |
| Jimmy Robertson | 3 – 1 | Allan Taylor |
| Jimmy Robertson | 1 – 3 | David Grace  |
| Mark King       | 3 – 1 | Allan Taylor |
| Jimmy Robertson | 1 – 3 | Mark King    |
| David Grace     | 1 – 3 | Allan Taylor |

#### Grupo 24
O Grupo 24 foi disputado em 3 de outubro de 2020.
| Pos. | Jogador             | P | V | E | D | FV | FP | SF  | MB  | Pts |
| ---- | ------------------- | - | - | - | - | -- | -- | --- | --- | --- |
| 1    | Kyren Wilson (ENG)  | 4 | 4 | 0 | 0 | 12 | 0  | +12 | 125 | 12  |
| 2    | Duane Jones (WAL)   | 4 | 1 | 0 | 3 | 4  | 9  | −5  | 47  | 3   |
| 3    | Kuldesh Johal (ENG) | 4 | 1 | 0 | 3 | 3  | 10 | −7  | 53  | 3   |

| Kyren Wilson | 3 – 0 | Kuldesh Johal |
| Duane Jones  | 3 – 0 | Kuldesh Johal |
| Kyren Wilson | 3 – 0 | Duane Jones   |
| Kyren Wilson | 3 – 0 | Kuldesh Johal |
| Duane Jones  | 1 – 3 | Kuldesh Johal |
| Kyren Wilson | 3 – 0 | Duane Jones   |

Daniel Wells foi retirado do grupo após testar positivo para COVID-19.

#### Grupo 25
O Grupo 25 foi disputado em 1 de outubro de 2020.
| Pos. | Jogador              | P | V | E | D | FV | FP | SF | MB  | Pts |
| ---- | -------------------- | - | - | - | - | -- | -- | -- | --- | --- |
| 1    | John Higgins (SCO)   | 3 | 2 | 1 | 0 | 8  | 3  | +5 | 126 | 7   |
| 2    | Joe O'Connor (ENG)   | 3 | 1 | 2 | 0 | 7  | 4  | +3 | 107 | 5   |
| 3    | Brian Ochoiski (FRA) | 3 | 1 | 1 | 1 | 6  | 5  | +1 | 85  | 4   |
| 4    | Amine Amiri (MAR)    | 3 | 0 | 0 | 3 | 0  | 9  | −9 | 43  | 0   |

| John Higgins | 3 – 1 | Brian Ochoiski |
| Joe O'Connor | 3 – 0 | Amine Amiri    |
| Joe O'Connor | 2 – 2 | Brian Ochoiski |
| John Higgins | 3 – 0 | Amine Amiri    |
| Amine Amiri  | 0 – 3 | Brian Ochoiski |
| John Higgins | 2 – 2 | Joe O'Connor   |

#### Grupo 26
O Grupo 26 foi disputado em 1 de outubro de 2020.
| Pos. | Jogador                 | P | V | E | D | FV | FP | SF | MB  | Pts |
| ---- | ----------------------- | - | - | - | - | -- | -- | -- | --- | --- |
| 1    | Martin Gould (ENG)      | 3 | 2 | 0 | 1 | 7  | 5  | +2 | 104 | 6   |
| 2    | Igor Figueiredo (BRA)   | 3 | 1 | 1 | 1 | 6  | 6  | 0  | 70  | 4   |
| 3    | Kurt Maflin (NOR)       | 3 | 1 | 1 | 1 | 6  | 6  | 0  | 60  | 4   |
| 4    | Simon Lichtenberg (GER) | 3 | 1 | 0 | 2 | 5  | 7  | −2 | 61  | 3   |

| Martin Gould    | 3 – 1 | Igor Figueiredo   |
| Kurt Maflin     | 3 – 1 | Simon Lichtenberg |
| Kurt Maflin     | 2 – 2 | Igor Figueiredo   |
| Martin Gould    | 1 – 3 | Simon Lichtenberg |
| Kurt Maflin     | 1 – 3 | Martin Gould      |
| Igor Figueiredo | 3 – 1 | Simon Lichtenberg |

#### Grupo 27
O Grupo 27 foi disputado em 2 de outubro de 2020.
| Pos. | Jogador             | P | V | E | D | FV | FP | SF | MB  | Pts |
| ---- | ------------------- | - | - | - | - | -- | -- | -- | --- | --- |
| 1    | Tom Ford (ENG)      | 3 | 2 | 1 | 0 | 8  | 3  | +5 | 123 | 7   |
| 2    | Luca Brecel (BEL)   | 3 | 2 | 0 | 1 | 7  | 4  | +3 | 83  | 6   |
| 3    | Mitchell Mann (ENG) | 3 | 1 | 1 | 1 | 5  | 6  | −1 | 65  | 4   |
| 4    | Ashley Hugill (ENG) | 3 | 0 | 0 | 3 | 1  | 9  | −8 | 25  | 0   |

| Tom Ford      | 3 – 0 | Ashley Hugill |
| Luca Brecel   | 3 – 0 | Mitchell Mann |
| Luca Brecel   | 3 – 1 | Ashley Hugill |
| Tom Ford      | 2 – 2 | Mitchell Mann |
| Mitchell Mann | 3 – 1 | Ashley Hugill |
| Tom Ford      | 3 – 1 | Luca Brecel   |

#### Grupo 28
O Grupo 28 foi disputado em 2 de outubro de 2020.
| Pos. | Jogador             | P | V | E | D | FV | FP | SF  | MB  | Pts |
| ---- | ------------------- | - | - | - | - | -- | -- | --- | --- | --- |
| 1    | Jamie Clarke (WAL)  | 4 | 3 | 1 | 0 | 11 | 3  | +8  | 130 | 10  |
| 2    | Mark Joyce (ENG)    | 4 | 2 | 1 | 1 | 9  | 6  | +3  | 82  | 7   |
| 3    | Haydon Pinhey (ENG) | 4 | 0 | 0 | 4 | 1  | 12 | −11 | 52  | 0   |

| Mark Joyce   | 2 – 2 | Jamie Clarke  |
| Jamie Clarke | 3 – 0 | Haydon Pinhey |
| Mark Joyce   | 3 – 0 | Haydon Pinhey |
| Mark Joyce   | 1 – 3 | Jamie Clarke  |
| Jamie Clarke | 3 – 0 | Haydon Pinhey |
| Mark Joyce   | 3 – 1 | Haydon Pinhey |

Mark Williams deveria participar deste grupo, mas se retirou e foi substituído por Haydon Pinhey.
Lei Peifan foi retirado do grupo após apresentar um teste inválido de COVID-19.

#### Grupo 29
O Grupo 29 foi disputado em 4 de outubro de 2020.
| Pos. | Jogador                | P | V | E | D | FV | FP | SF | MB  | Pts |
| ---- | ---------------------- | - | - | - | - | -- | -- | -- | --- | --- |
| 1    | Joe Perry (ENG)        | 3 | 2 | 0 | 1 | 7  | 3  | +4 | 112 | 6   |
| 2    | Elliot Slessor (ENG)   | 3 | 2 | 0 | 1 | 7  | 4  | +3 | 57  | 6   |
| 3    | Steven Hallworth (ENG) | 3 | 2 | 0 | 1 | 6  | 4  | +2 | 73  | 6   |
| 4    | Kacper Filipiak (POL)  | 3 | 0 | 0 | 3 | 0  | 9  | −9 | 59  | 0   |

| Joe Perry       | 3 – 0 | Steven Hallworth |
| Elliot Slessor  | 3 – 0 | Kacper Filipiak  |
| Elliot Slessor  | 1 – 3 | Steven Hallworth |
| Joe Perry       | 3 – 0 | Kacper Filipiak  |
| Kacper Filipiak | 0 – 3 | Steven Hallworth |
| Joe Perry       | 1 – 3 | Elliot Slessor   |

#### Grupo 30
O Grupo 30 foi disputado em 3 de outubro de 2020.
| Pos. | Jogador                    | P | V | E | D | FV | FP | SF | MB  | Pts |
| ---- | -------------------------- | - | - | - | - | -- | -- | -- | --- | --- |
| 1    | Mark Davis (ENG)           | 3 | 2 | 1 | 0 | 8  | 2  | +6 | 121 | 7   |
| 2    | Chang Bingyu (CHN)         | 3 | 1 | 2 | 0 | 7  | 5  | +2 | 126 | 5   |
| 3    | Ali Carter (ENG)           | 3 | 1 | 1 | 1 | 5  | 6  | −1 | 72  | 4   |
| 4    | Jamie Curtis-Barrett (ENG) | 3 | 0 | 0 | 3 | 2  | 9  | −7 | 35  | 0   |

| Mark Davis   | 2 – 2 | Chang Bingyu         |
| Ali Carter   | 3 – 1 | Jamie Curtis-Barrett |
| Ali Carter   | 2 – 2 | Chang Bingyu         |
| Mark Davis   | 3 – 0 | Jamie Curtis-Barrett |
| Ali Carter   | 0 – 3 | Mark Davis           |
| Chang Bingyu | 3 – 1 | Jamie Curtis-Barrett |

#### Grupo 31
O Grupo 31 foi disputado em 5 de outubro de 2020.
| Pos. | Jogador                | P | V | E | D | FV | FP | SF | MB  | Pts |
| ---- | ---------------------- | - | - | - | - | -- | -- | -- | --- | --- |
| 1    | Tian Pengfei (CHN)     | 3 | 1 | 2 | 0 | 7  | 5  | +2 | 122 | 5   |
| 2    | Robbie Williams (ENG)  | 3 | 1 | 2 | 0 | 7  | 5  | +2 | 112 | 5   |
| 3    | Oliver Lines (ENG)     | 3 | 1 | 1 | 1 | 6  | 5  | +1 | 133 | 4   |
| 4    | Noppon Saengkham (THA) | 3 | 0 | 1 | 2 | 3  | 8  | −5 | 52  | 1   |

| Tian Pengfei     | 2 – 2 | Robbie Williams |
| Noppon Saengkham | 0 – 3 | Oliver Lines    |
| Noppon Saengkham | 2 – 2 | Robbie Williams |
| Tian Pengfei     | 2 – 2 | Oliver Lines    |
| Noppon Saengkham | 1 – 3 | Tian Pengfei    |
| Robbie Williams  | 3 – 1 | Oliver Lines    |

#### Grupo 32
O Grupo 32 foi disputado em 5 de outubro de 2020.
| Pos. | Jogador            | P | V | E | D | FV | FP | SF | MB | Pts |
| ---- | ------------------ | - | - | - | - | -- | -- | -- | -- | --- |
| 1    | Li Hang (CHN)      | 3 | 3 | 0 | 0 | 9  | 3  | +6 | 95 | 9   |
| 2    | John Astley (ENG)  | 3 | 1 | 1 | 1 | 6  | 6  | 0  | 83 | 4   |
| 3    | Iulian Boiko (UKR) | 3 | 0 | 2 | 1 | 5  | 7  | −2 | 80 | 2   |
| 4    | Alex Borg (MLT)    | 3 | 0 | 1 | 2 | 4  | 8  | −4 | 95 | 1   |

| John Astley | 2 – 2 | Iulian Boiko |
| Li Hang     | 3 – 1 | Alex Borg    |
| Li Hang     | 3 – 1 | Iulian Boiko |
| John Astley | 3 – 1 | Alex Borg    |
| Alex Borg   | 2 – 2 | Iulian Boiko |
| John Astley | 1 – 3 | Li Hang      |

Ronnie O'Sullivan deveria participar deste grupo, mas se retirou e foi substituído por John Astley.

### Fase 2
A Fase 2 foi dividida em oito grupos, sendo cada um composto por quatro jogadores.

#### Grupo A
O Grupo A foi disputado em 26 de outubro de 2020.
| Pos. | Jogador        | P | V | E | D | FV | FP | SF | MB  | Pts |
| ---- | -------------- | - | - | - | - | -- | -- | -- | --- | --- |
| 1    | Judd Trump     | 3 | 2 | 1 | 0 | 8  | 3  | +5 | 124 | 7   |
| 2    | Barry Hawkins  | 3 | 2 | 0 | 1 | 6  | 3  | +3 | 143 | 6   |
| 3    | Ryan Day       | 3 | 1 | 1 | 1 | 5  | 6  | −1 | 100 | 4   |
| 4    | Robert Milkins | 3 | 0 | 0 | 3 | 2  | 9  | −7 | 43  | 0   |

| Judd Trump    | 3 – 1 | Robert Milkins |
| Barry Hawkins | 3 – 0 | Ryan Day       |
| Barry Hawkins | 3 – 0 | Robert Milkins |
| Judd Trump    | 2 – 2 | Ryan Day       |
| Ryan Day      | 3 – 1 | Robert Milkins |
| Judd Trump    | 3 – 0 | Barry Hawkins  |

#### Grupo B
O Grupo B foi disputado em 27 de outubro de 2020.
| Pos. | Jogador      | P | V | E | D | FV | FP | SF | MB  | Pts |
| ---- | ------------ | - | - | - | - | -- | -- | -- | --- | --- |
| 1    | Zhou Yuelong | 3 | 2 | 1 | 0 | 8  | 3  | +5 | 134 | 7   |
| 2    | Shaun Murphy | 3 | 1 | 1 | 1 | 6  | 6  | 0  | 102 | 4   |
| 3    | Matthew Selt | 3 | 1 | 0 | 2 | 5  | 7  | −2 | 108 | 3   |
| 4    | Dominic Dale | 3 | 1 | 0 | 2 | 4  | 7  | −3 | 79  | 3   |

| Shaun Murphy | 1 – 3 | Dominic Dale |
| Zhou Yuelong | 3 – 1 | Matthew Selt |
| Zhou Yuelong | 3 – 0 | Dominic Dale |
| Shaun Murphy | 3 – 1 | Matthew Selt |
| Matthew Selt | 3 – 1 | Dominic Dale |
| Shaun Murphy | 2 – 2 | Zhou Yuelong |

#### Grupo C
O Grupo C foi disputado em 26 de outubro de 2020.
| Pos. | Jogador               | P | V | E | D | FV | FP | SF | MB  | Pts |
| ---- | --------------------- | - | - | - | - | -- | -- | -- | --- | --- |
| 1    | Zhao Xintong          | 3 | 2 | 1 | 0 | 8  | 3  | +5 | 72  | 7   |
| 2    | Luo Honghao           | 3 | 1 | 1 | 1 | 6  | 6  | 0  | 111 | 4   |
| 3    | Alexander Ursenbacher | 3 | 0 | 3 | 0 | 6  | 6  | 0  | 90  | 3   |
| 4    | Stuart Bingham        | 3 | 0 | 1 | 2 | 3  | 8  | −5 | 129 | 1   |

| Zhao Xintong   | 2 – 2 | Alexander Ursenbacher |
| Stuart Bingham | 1 – 3 | Luo Honghao           |
| Stuart Bingham | 2 – 2 | Alexander Ursenbacher |
| Zhao Xintong   | 3 – 1 | Luo Honghao           |
| Stuart Bingham | 0 – 3 | Zhao Xintong          |
| Luo Honghao    | 2 – 2 | Alexander Ursenbacher |

#### Grupo D
O Grupo D foi disputado em 27 de outubro de 2020.
| Pos. | Jogador       | P | V | E | D | FV | FP | SF | MB  | Pts |
| ---- | ------------- | - | - | - | - | -- | -- | -- | --- | --- |
| 1    | Mark Selby    | 3 | 2 | 1 | 0 | 8  | 2  | +6 | 128 | 7   |
| 2    | Graeme Dott   | 3 | 1 | 2 | 0 | 7  | 4  | +3 | 139 | 5   |
| 3    | Jamie O'Neill | 3 | 1 | 0 | 2 | 3  | 7  | −4 | 54  | 3   |
| 4    | Rory McLeod   | 3 | 0 | 1 | 2 | 3  | 8  | −5 | 63  | 1   |

| Graeme Dott   | 3 – 0 | Jamie O'Neill |
| Mark Selby    | 3 – 0 | Rory McLeod   |
| Mark Selby    | 3 – 0 | Jamie O'Neill |
| Graeme Dott   | 2 – 2 | Rory McLeod   |
| Mark Selby    | 2 – 2 | Graeme Dott   |
| Jamie O'Neill | 3 – 1 | Rory McLeod   |

#### Grupo E
O Grupo E foi disputado em 28 de outubro de 2020.
| Pos. | Jogador            | P | V | E | D | FV | FP | SF | MB  | Pts |
| ---- | ------------------ | - | - | - | - | -- | -- | -- | --- | --- |
| 1    | Ken Doherty        | 3 | 1 | 2 | 0 | 7  | 5  | +2 | 139 | 5   |
| 2    | Thepchaiya Un-Nooh | 3 | 1 | 2 | 0 | 7  | 5  | +2 | 135 | 5   |
| 3    | Xiao Guodong       | 3 | 1 | 1 | 1 | 6  | 6  | 0  | 73  | 4   |
| 4    | Jordan Brown       | 3 | 0 | 1 | 2 | 4  | 8  | −4 | 92  | 1   |

| Xiao Guodong       | 3 – 1 | Jordan Brown |
| Thepchaiya Un-Nooh | 2 – 2 | Ken Doherty  |
| Thepchaiya Un-Nooh | 3 – 1 | Jordan Brown |
| Xiao Guodong       | 1 – 3 | Ken Doherty  |
| Thepchaiya Un-Nooh | 2 – 2 | Xiao Guodong |
| Jordan Brown       | 2 – 2 | Ken Doherty  |

#### Grupo F
O Grupo F foi disputado em 28 de outubro de 2020.
| Pos. | Jogador         | P | V | E | D | FV | FP | SF | MB  | Pts |
| ---- | --------------- | - | - | - | - | -- | -- | -- | --- | --- |
| 1    | Kyren Wilson    | 3 | 2 | 1 | 0 | 8  | 2  | +6 | 110 | 7   |
| 2    | Scott Donaldson | 3 | 1 | 1 | 1 | 6  | 5  | +1 | 89  | 4   |
| 3    | Mark King       | 3 | 1 | 0 | 2 | 4  | 7  | −3 | 64  | 3   |
| 4    | David Gilbert   | 3 | 1 | 0 | 2 | 3  | 7  | −4 | 125 | 3   |

| Kyren Wilson    | 3 – 0 | Mark King       |
| David Gilbert   | 0 – 3 | Scott Donaldson |
| David Gilbert   | 3 – 1 | Mark King       |
| Kyren Wilson    | 2 – 2 | Scott Donaldson |
| Scott Donaldson | 1 – 3 | Mark King       |
| Kyren Wilson    | 3 – 0 | David Gilbert   |

#### Grupo G
O Grupo G foi disputado em 29 de outubro de 2020.
| Pos. | Jogador      | P | V | E | D | FV | FP | SF | MB | Pts |
| ---- | ------------ | - | - | - | - | -- | -- | -- | -- | --- |
| 1    | John Higgins | 3 | 2 | 0 | 1 | 6  | 3  | +3 | 70 | 6   |
| 2    | Martin Gould | 3 | 1 | 2 | 0 | 7  | 4  | +3 | 70 | 5   |
| 3    | Tom Ford     | 3 | 0 | 2 | 1 | 4  | 7  | −3 | 69 | 2   |
| 4    | Jamie Clarke | 3 | 0 | 2 | 1 | 4  | 7  | −3 | 54 | 2   |

| John Higgins | 3 – 0 | Jamie Clarke |
| Tom Ford     | 2 – 2 | Martin Gould |
| Tom Ford     | 2 – 2 | Jamie Clarke |
| John Higgins | 0 – 3 | Martin Gould |
| Martin Gould | 2 – 2 | Jamie Clarke |
| John Higgins | 3 – 0 | Tom Ford     |

#### Grupo H
O Grupo H foi disputado em 29 de outubro de 2020.
| Pos. | Jogador      | P | V | E | D | FV | FP | SF | MB  | Pts |
| ---- | ------------ | - | - | - | - | -- | -- | -- | --- | --- |
| 1    | Joe Perry    | 3 | 2 | 1 | 0 | 8  | 3  | +5 | 138 | 7   |
| 2    | Mark Davis   | 3 | 0 | 3 | 0 | 6  | 6  | 0  | 78  | 3   |
| 3    | Tian Pengfei | 3 | 0 | 2 | 1 | 5  | 7  | −2 | 82  | 2   |
| 4    | Li Hang      | 3 | 0 | 2 | 1 | 4  | 7  | −3 | 79  | 2   |

| Mark Davis | 2 – 2 | Li Hang      |
| Joe Perry  | 3 – 1 | Tian Pengfei |
| Joe Perry  | 3 – 0 | Li Hang      |
| Mark Davis | 2 – 2 | Tian Pengfei |
| Joe Perry  | 2 – 2 | Mark Davis   |
| Li Hang    | 2 – 2 | Tian Pengfei |

### Fase 3
A Fase 3 foi dividida em dois grupos, sendo cada um composto por quatro jogadores.

#### Grupo 1
O Grupo 1 foi disputado em 30 de outubro de 2020.
| Pos. | Jogador      | P | V | E | D | FV | FP | SF | MB  | Pts |
| ---- | ------------ | - | - | - | - | -- | -- | -- | --- | --- |
| 1    | Judd Trump   | 3 | 2 | 0 | 1 | 6  | 4  | +2 | 60  | 6   |
| 2    | Zhao Xintong | 3 | 1 | 1 | 1 | 6  | 5  | +1 | 117 | 4   |
| 3    | Zhou Yuelong | 3 | 1 | 1 | 1 | 5  | 6  | −1 | 102 | 4   |
| 4    | Mark Selby   | 3 | 1 | 0 | 2 | 4  | 6  | −2 | 134 | 3   |

| Judd Trump   | 3 – 1 | Zhao Xintong |
| Mark Selby   | 1 – 3 | Zhou Yuelong |
| Mark Selby   | 0 – 3 | Zhao Xintong |
| Judd Trump   | 3 – 0 | Zhou Yuelong |
| Zhou Yuelong | 2 – 2 | Zhao Xintong |
| Judd Trump   | 0 – 3 | Mark Selby   |

#### Grupo 2
O Grupo 2 foi disputado em 30 de outubro de 2020.
| Pos. | Jogador      | P | V | E | D | FV | FP | SF | MB  | Pts |
| ---- | ------------ | - | - | - | - | -- | -- | -- | --- | --- |
| 1    | Kyren Wilson | 3 | 2 | 0 | 1 | 7  | 4  | +3 | 100 | 6   |
| 2    | John Higgins | 3 | 2 | 0 | 1 | 6  | 4  | +2 | 147 | 6   |
| 3    | Ken Doherty  | 3 | 1 | 1 | 1 | 6  | 5  | +1 | 122 | 4   |
| 4    | Joe Perry    | 3 | 0 | 1 | 2 | 2  | 8  | −6 | 74  | 1   |

| John Higgins | 3 – 0 | Joe Perry    |
| Kyren Wilson | 3 – 1 | Ken Doherty  |
| Kyren Wilson | 3 – 0 | Joe Perry }} |
| John Higgins | 0 – 3 | Ken Doherty  |
| Kyren Wilson | 1 – 3 | John Higgins |
| Joe Perry    | 2 – 2 | Ken Doherty  |

Legenda:  P = Partidas disputadas; V = Partidas vencidas; E = Partidas empatadas; D = Partidas perdidas; FV = Frames vencidos; FP = Frames perdidos; SF = Saldo de frames; MB = Maior break

### Final
| Final: Melhor de 5 frames. Árbitro: Marcel Eckardt. Ballroom, Stadium MK, Milton Keynes, Inglaterra, 30 de outubro de 2020. |                |                           |
| Judd Trump · Inglaterra | 1–3            | Kyren Wilson · Inglaterra |
| Placar dos frames: 20–72 (64), 118–0 (118), 11–69, 0–88 (88)                                                                |                |                           |
| 118 | Maior break    | 88                        |
| 1 | Century breaks | 0                         |
| 1 | Breaks de +50  | 2                         |

## Century breaks
Um total de 90 century breaks ("tacadas centenárias") foram feitos durante as fases da competição.
- 147, 126, 123, 107 John Higgins
- 147, 100, 100 Ryan Day
- 145, 143, 133, 116, 101 Barry Hawkins
- 140 Matthew Stevens
- 139, 122, 109 Ken Doherty
- 139, 103, 100 Graeme Dott
- 139 Jack Lisowski
- 138, 112, 109, 102 Joe Perry
- 135, 108 Thepchaiya Un-Nooh
- 134, 134, 122, 119, 114, 109, 102, 100 Zhou Yuelong
- 134, 128, 118, 118, 109 Mark Selby
- 133 Oliver Lines
- 132 Gerard Greene
- 130, 112 Jamie Clarke
- 130 Michael White
- 129, 127 Stuart Bingham
- 128, 111 Luo Honghao
- 128 Martin O'Donnell
- 126, 120 Chang Bingyu
- 125, 124, 100 Neil Robertson
- 125, 110, 104, 103, 100 Kyren Wilson
- 125 David Gilbert
- 125 Hossein Vafaei
- 124, 118, 110 Judd Trump
- 123 Tom Ford
- 122, 109 Tian Pengfei
- 121, 100 Mark Davis
- 121 Brandon Sargeant
- 121 Xu Si
- 117 Zhao Xintong
- 116, 102 David Grace
- 114, 107 Gao Yang
- 114 Ian Burns
- 112 Robbie Williams
- 111, 102 Shaun Murphy
- 108 Matthew Selt
- 107 Scott Donaldson
- 107 Joe O'Connor
- 106 Mark Allen
- 105, 102 Liang Wenbo
- 105 Xiao Guodong
- 104 Martin Gould
- 103 Jamie Jones
- 102 Lyu Haotian
- 100 Michael Holt